# Themistokles von Eckenbrecher

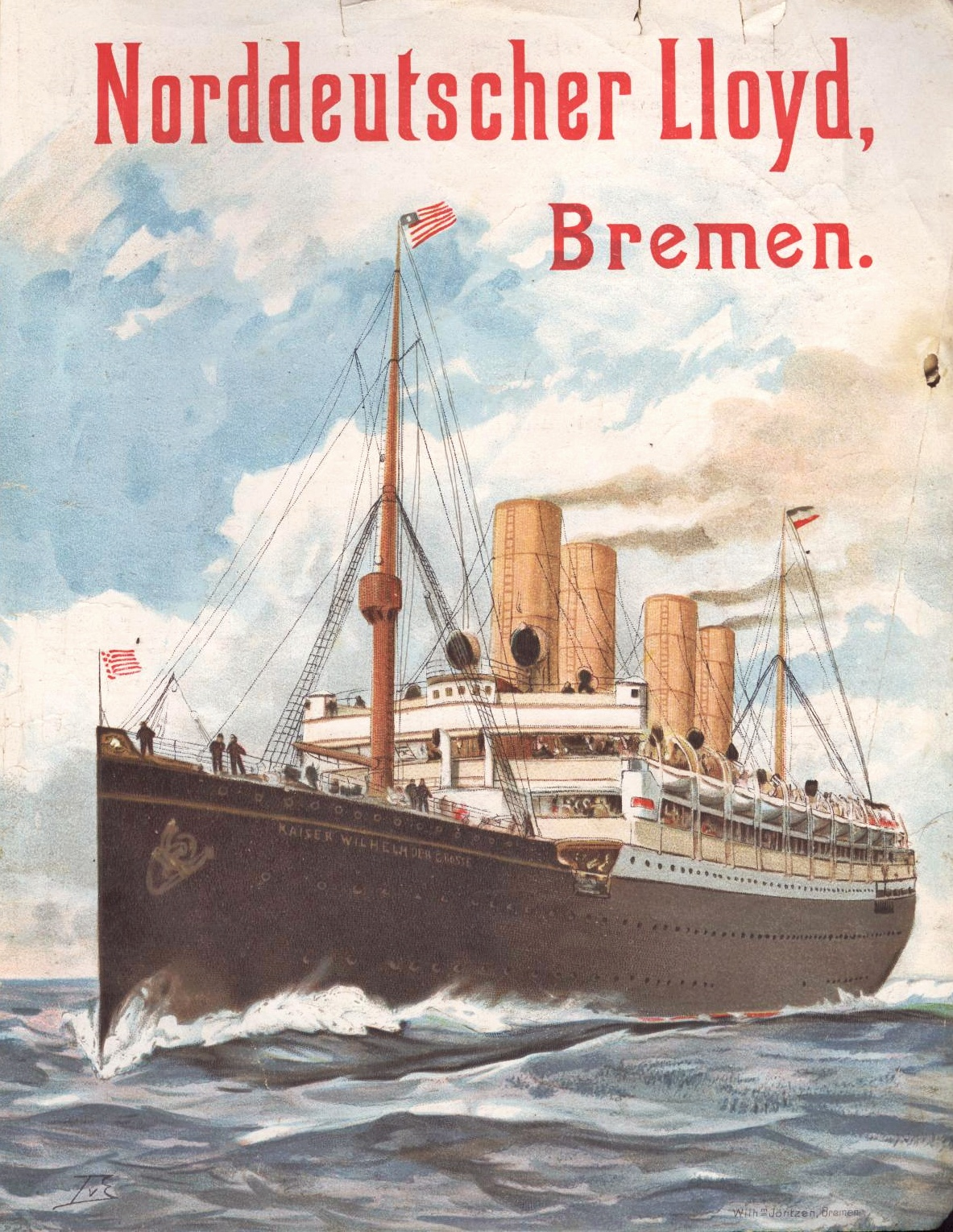
A Norddeutscher Lloyd reklámplakátja (1903)

Karl Paul Themistokles von Eckenbrecher (Athén, 1842. november 17. – Goslar, 1921. december 4.) német tájkép- és tengeritájkép-festő, a késő romantika és a historizmus alkotója.

## Élete

### Családja és fiatalkora
Apja porosz katonatiszti családból származott, de filozófiát, majd orvostudományt tanult, és hosszabb időt töltött keleti országokban. Anyja olasz volt, egy köztiszteletben álló trieszti kereskedő lánya. A szülők sokat utaztak; Themistokles von Eckenbrecher Athénban született, ahol 1842-ben éltek. Apja széles érdeklődési körébe főleg a keleti és az ókori kultúrák, a görög történelem és művészet tartoztak; barátja volt Heinrich Schliemann, akit fontos információkkal látott el Trója romjainak keresése közben. 1843-ban a család átmenetileg visszatért Berlinbe, ahol az ifjú Themistokles az angol-amerikai iskolába járt; később, mikor elkísérte apját utazásaira, magántanárok oktatták. Ebben az időben kezdték megihletni a vitorláshajók, amelyek későbbi műveiben visszatérő motívumot jelentettek. 1850 és 1857 közt a család Konstantinápolyban élt, majd Potsdamba költöztek, ahol 1861-ig éltek. Eckenbrecher 1875-ben feleségül vette egy mecklenburgi földbirtokos lányát, Johanna (Jane) Stevert.

### Festőként

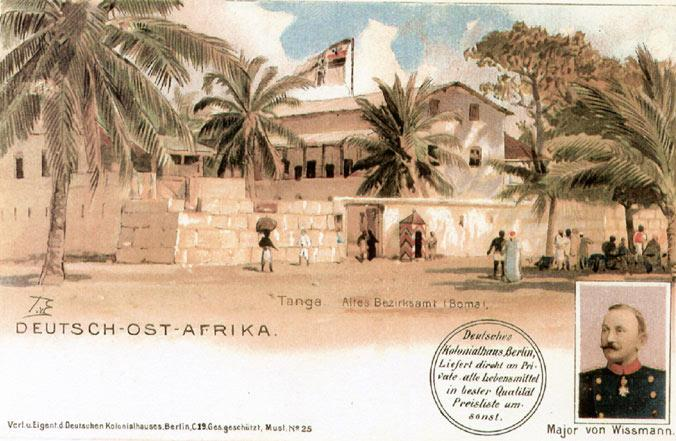
Képeslap tanzániai tájképpel (1914)

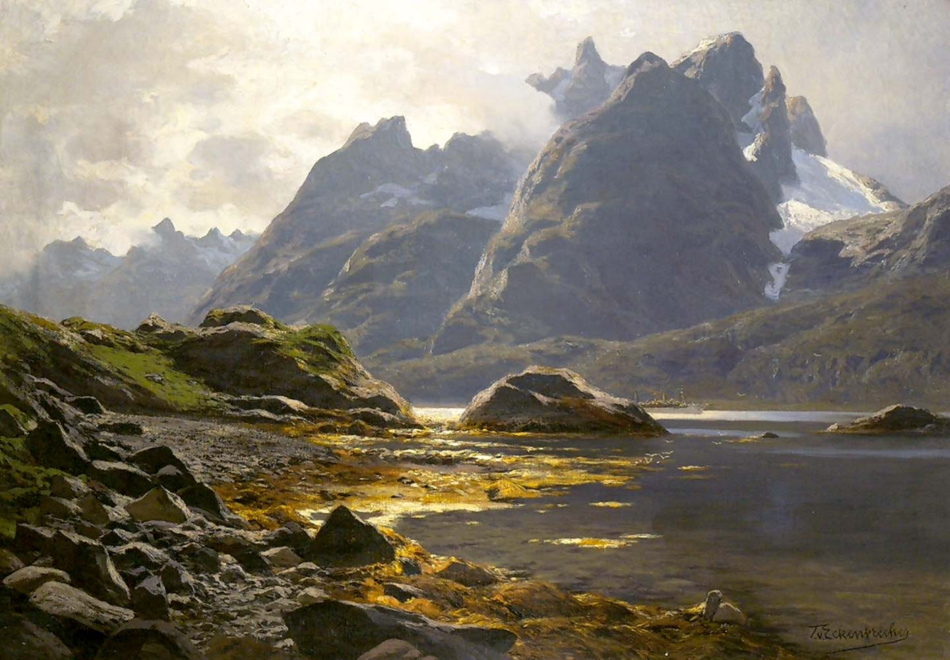
Raftsund, Lofoten, vom Handelsplatz Lauksund gesehen, im Hintergrund Trolltinden und das Dampfschiff Deutschland III, 1906

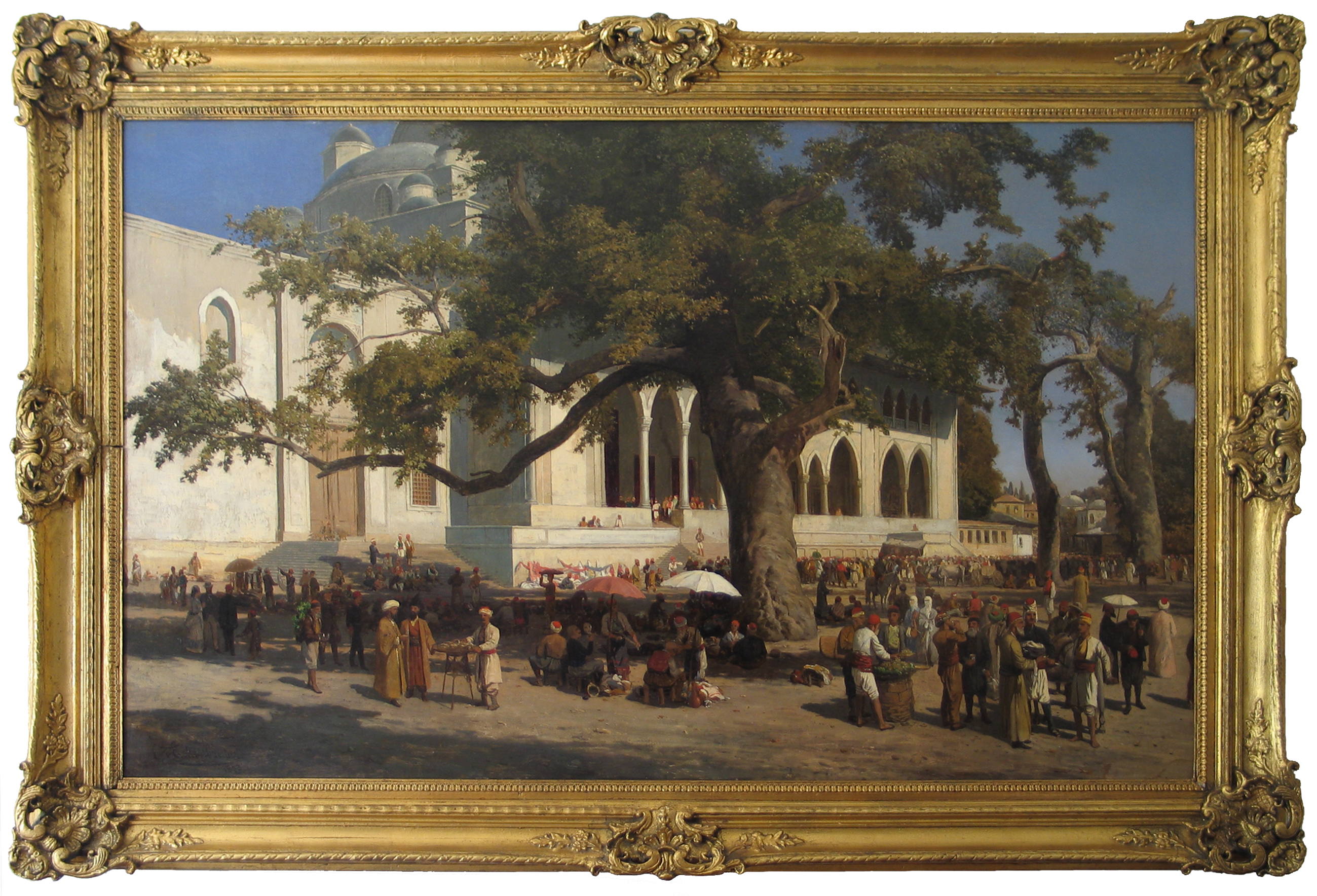
Tér a konstantinápolyi Yeni dzsámi előtt. TvEckenbrecher/1873olaj vásznon, 140×200 cm

Szülei támogatták Eckenbrechert abban a törekvésében, hogy tájkép- és tengeritájkép-festészettel foglalkozzon. Apja ebben az időben Potsdamban praktizált, 1859-60-ban az ottani udvari festőhöz, Carl Gustav Wegenerhez küldte fiát tanítványnak. 1861 és 1867 között a család Düsseldorfban élt, ahol Eckenbrecher 1861 és 1863 közt Oswald Achenbach magántanítványa volt; hamar egyik kedvenc tanítványává lépett elő. Achenbach hatását mutatják festményeinek élénk színei, fényhatásai, kompozíciójának élénksége, bár mellékalakjai alulmaradnak mestere alkotásaihoz képest. Düsseldorfban a Malkasten művészegyesület tagja volt. Beutazta egész Európát – mindenekelőtt Norvégiát – és a Közel-Keletet, és új motívumokkal tért vissza. 1881 telén Egyiptomba utazott, ezután készítette el kollégájával, Wilhelm Simmlerrel 1882-ben 118×15 méteres, A mekkai karaván bevonulása Kairóba című panorámaképét Hamburg városa számára. 1892-ben bejárta többek között Afrikát és a Fülöp-szigeteket. 1889-ben Berlinben telepedett le, ahol szoros kapcsolatot tartott fenn Jane von Arnimmal (született von Walsleben). 1919-ben, két évvel halála előtt Goslarba költözött, az itteni régi temetőben helyezték örök nyugalomra.
Eckenbrecher a latin és a görög mellett kilenc nyelven beszélt. Festményei mellett képeslapokat is készített.

## Utódai
Fia, Gustav Heinrich Themistokles von Eckenbrecher (1876–1935) élete jelentős részét töltötte el katonatisztként és gazdálkodóként az akkor német gyarmat Délnyugat-Afrikában (a mai Namíbiában), Okombahe településen. Felesége, Margarethe von Eckenbrecher, született Hopfer (1875–1955) könyvet írt itteni életükről.

## Utazásai
Eckenbrecher számos festményét datálta, ebből azonban nem feltétlenül lehet következtetni utazásai időpontjára, mert több képét később, a stúdiójában festette meg vagy festette újra. A következő lista egy kísérlet utazásai nagyjábóli idejének a rekonstruálására:
- 1862 Svájc, Berni felföld
- 1865 Svájc, Berni felföld
- 1871 Konstantinápoly
- 1872 Anglia, Skócia, Izland
- 1873 Románia, Közel-Kelet, Görögország, Olaszország
- 1874 Orosz sarkvidék
- 1875 Törökország, Görögország, Olaszország
- 1876 Svájc
- 1880 Anglia, Franciaország, Dánia, Skócia, Svájc, Norvégia
- 1881 Egyiptom, Kairó (?)
- 1882 Norvégia (többször)
- 1884 Anglia
- 1890 Podólia
- 1892 Afrika (többek közt a mai Tanzánia, Ruanda és Burundi)
- 1898 (?) Tenerife
- 1894 Lofoten
- 1905 Szicília, Spitzbergák
- 1907 Románia, Konstantinápoly, Görögország, Olaszország

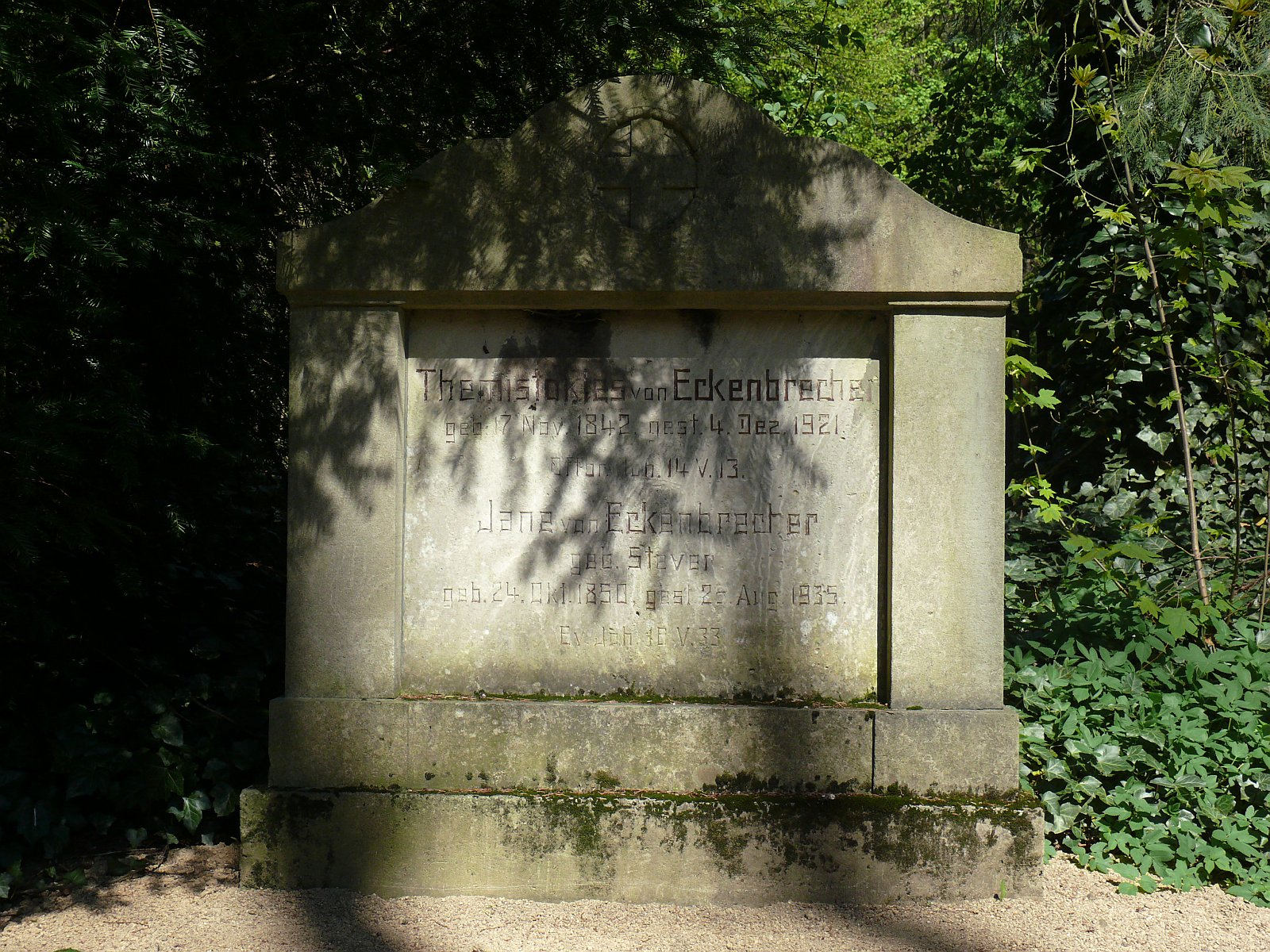
Sírja Goslarban

- 1910 Portugália, Tenerife

## Kiállításai
Eckenbrecher 1870-től állította ki képeit Berlinben, Düsseldorfban, Münchenben és számos más városban. Egyik festménye, a Tér a konstantinápolyi „Yeni Dzsámi” mecset előtt az 1873-as bécsi világkiállításon is szerepelt (No. 366). 1879-ben első díjat nyert a sydney-i világkiállításon.
Eckenbrecher 100. születésnapja alkalmából Goslar 1942-ben emlékkiállítást rendezett a művész 135 alkotásából.
Napjainkban ritkán állítják ki műveit, bár a műkincspiacon igen népszerűek, különösen a keleti témájú festményei. Kisebb alkotásainak egy gyűjteménye látható Bremerhavenben, a Német Hajózási Múzeumban.

## Művei
- Illustrationen zu Hinter den Coulissen. Lustspiel. Fünfundzwanzigjähriges Jubiläum des Künstler-Unterstützungs-Vereins zu Düsseldorf. Düsseldorf 1869 (Digitalisierte Ausgabe)

## Fordítás
- Ez a szócikk részben vagy egészben  a   Themistokles von Eckenbrecher című német Wikipédia-szócikk ezen változatának fordításán alapul.  Az eredeti cikk szerkesztőit annak laptörténete sorolja fel. Ez a jelzés csupán a megfogalmazás eredetét és a szerzői jogokat jelzi, nem szolgál a cikkben szereplő információk forrásmegjelöléseként.